# Associazione Calcio Genova 1893 1936-1937
Questa pagina raccoglie i dati riguardanti l'Associazione Calcio Genova 1893 nelle competizioni ufficiali della stagione 1936-1937.

## Stagione
Nella stagione 1936-1937 il Genova 1893 si piazza in sesta posizione di classifica con 33 punti.

## Divise
La maglia per le partite casalinghe presentava i colori rossoblu.
La maglia invece per le partite fuori casa era bianca con due strisce verticali rosso e blu, al posto dello stemma societario nella banda rossoblu era presente lo stemma di San Giorgio.

## Organigramma societario
Area direttiva
- Presidente: Juan Culiolo

Area tecnica
- Allenatore: Hermann Felsner

## Rosa
| N. |                    | Ruolo | Calciatore          |
| -- | ------------------ | ----- | ------------------- |
|    | Italia (bandiera)  | P     | Manlio Bacigalupo   |
|    | Italia (bandiera)  | P     | Lino Fregosi        |
|    | Italia (bandiera)  | D     | Paolo Agosteo       |
|    | Italia (bandiera)  | D     | Germano Lanino      |
|    | Italia (bandiera)  | D     | Erminio Rosso       |
|    | Italia (bandiera)  | D     | Renato Vignolini    |
|    | Italia (bandiera)  | C     | Giuseppe Bigogno    |
|    | Italia (bandiera)  | C     | Ermelindo Bonilauri |
|    | Italia (bandiera)  | C     | Alessandro Ciferri  |
|    | Uruguay (bandiera) | C     | Emanuel Fillola     |
|    | Italia (bandiera)  | C     | Mario Genta         |
|    | Italia (bandiera)  | C     | Mirko Gruden        |

| N. |                      | Ruolo | Calciatore             |
| -- | -------------------- | ----- | ---------------------- |
|    | Italia (bandiera)    | C     | Alfredo Marchionneschi |
|    | Italia (bandiera)    | C     | Pietro Pastorino       |
|    | Italia (bandiera)    | C     | Mario Perazzolo        |
|    | Argentina (bandiera) | C     | Franco Ponzinibio      |
|    | Italia (bandiera)    | C     | Luigi Scarabello       |
|    | Italia (bandiera)    | C     | Andrea Verrina         |
|    | Italia (bandiera)    | A     | Pietro Arcari          |
|    | Italia (bandiera)    | A     | Cesare Fasanelli       |
|    | Italia (bandiera)    | A     | Giuseppe Carlo Ferrari |
|    | Italia (bandiera)    | A     | Renzo Gobbi            |
|    | Italia (bandiera)    | A     | Luigi Pantani          |
|    | Italia (bandiera)    | A     | Luigi Torti            |

## Risultati

### Serie A

#### Girone di andata
| Arbitro: | Pizziolo (Firenze) |

|               |           |                                |
| Buscaglia 46’ | Marcatori | 35’, 65’ Pantani 62’ Perazzolo |

| Arbitro: | Saracini (Ancona) |

|                                          |           |           |
| Gobbi 37’, 73’ Pantani 48’ Fasanelli 56’ | Marcatori | 89’ Piola |

| Arbitro: | Mastellari (Bologna) |

|          |           |  |
| Violi 6’ | Marcatori |  |

| Arbitro: | Scorzoni (Bologna) |

|             |           |                      |
| Pantani 65’ | Marcatori | 45’ (rig.) Bodini II |

| Napoli 11 ottobre 1936 5ª giornata | Napoli            | 0 – 0 | Genova 1893 | Stadio Partenopeo\| Arbitro: \| Bertolio (Torino) \| |
| Arbitro:                           | Bertolio (Torino) |       |             |                                                      |

| Arbitro: | Sassi (Roma) |

|            |           |             |
| Pantani 5’ | Marcatori | 90’ Dossena |

| Arbitro: | Scarpi (Dolo) |

|  |           |            |
|  | Marcatori | 62’ Busoni |

| Arbitro: | Saracini (Ancona) |

|                          |           |                                  |
| Gabetto 29’ Borel II 69’ | Marcatori | 22’ Marchionneschi 86’ Perazzolo |

| Arbitro: | Bertolio (Torino) |

|                    |           |              |
| Marchionneschi 66’ | Marcatori | 41’ Viani II |

| Roma 29 novembre 1936 10ª giornata | Roma             | 0 – 0 | Genova 1893 | Campo Testaccio\| Arbitro: \| Caironi (Milano) \| |
| Arbitro:                           | Caironi (Milano) |       |             |                                                   |

| Arbitro: | Gonani (Ravenna) |

|  |           |           |
|  | Marcatori | 4’ Cossio |

| Arbitro: | Galeati (Bologna) |

|                              |           |             |
| Robotti 39’ (rig.) Croce 60’ | Marcatori | 24’ Pantani |

| Arbitro: | Mazza (Torre del Greco) |

|                                                         |           |             |
| Marchionneschi 34’, 74’ Scarabello 50’, 83’ Pantani 57’ | Marcatori | 9’ Rizzotti |

| Arbitro: | Mastellari (Bologna) |

|  |           |                |
|  | Marcatori | 58’ Scarabello |

| Arbitro: | Turbiani (Ferrara) |

|  |           |                    |
|  | Marcatori | 81’ Marchionneschi |

### Girone di ritorno
| Arbitro: | Mazzarini (Roma) |

|                         |           |                      |
| Marchionneschi 41’, 63’ | Marcatori | 14’ Silano 43’ Galli |

| Arbitro: | Gonani (Ravenna) |

|                      |           |                |
| Busani 39’ Piola 50’ | Marcatori | 88’ Arcari III |

| Arbitro: | Carminati (Milano) |

|                                          |           |             |
| Perazzolo 11’ Pantani 27’ Arcari III 66’ | Marcatori | 15’ Mancini |

| Arbitro: | Mazzarini (Roma) |

|  |           |                                |
|  | Marcatori | 70’ Marchionneschi 80’ Pantani |

| Arbitro: | Barlassina (Novara) |

|  |           |                |
|  | Marcatori | 23’ Ferrara II |

| Arbitro: | Pirovano (Monza) |

|                    |           |                        |
| Michelini 35’, 88’ | Marcatori | 3’, 10’ Marchionneschi |

| Arbitro: | Salvagno (Trieste) |

|                                             |           |                                                    |
| De Filippis 23’ Andreolo 38’, 49’ Corsi 79’ | Marcatori | 2’ Arcari III 15’, 42’ Fasanelli 30’ Marchionnesci |

| Arbitro: | Scarpi (Dolo) |

|                      |           |             |
| Fasanelli 15’ (rig.) | Marcatori | 7’ Borel II |

| Arbitro: | Caironi (Milano) |

|            |           |                              |
| Stella 34’ | Marcatori | 26’ Perazzolo 68’ Arcari III |

| Arbitro: | Pizziolo (Firenze) |

|                                                        |           |             |
| Scarabello 39’ (rig.) Marchionneschi 76’ Fasanelli 80’ | Marcatori | 81’ Gadaldi |

| Arbitro: | Bevilacqua (Viareggio) |

|                       |           |                         |
| Moretti 45’ Boffi 50’ | Marcatori | 30’, 74’ Marchionneschi |

| Arbitro: | Scorzoni (Bologna) |

|                                                     |           |  |
| Fasanelli 35’, 82’ Marchionneschi 70’ Perazzolo 88’ | Marcatori |  |

| Arbitro: | Dattilo (Roma) |

|              |           |  |
| Rizzotti 46’ | Marcatori |  |

| Arbitro: | Turbiani (Ferrara) |

|                    |           |                                 |
| Marchionneschi 25’ | Marcatori | 49’ Antona 72’ (aut.) Vignolini |

| Arbitro: | Caironi (Milano) |

|                                             |           |                                       |
| Fasanelli 8’, 10’, 51’ (rig.) Perazzolo 62’ | Marcatori | 12’ Mian 24’ Colaussi 73’ (rig.) Mian |

### Coppa Italia
| Arbitro: | Barlassina (Novara) |

|                                               |           |  |
| Perazzolo 2’, 84’, 85’ Arcari 14’ Pantani 77’ | Marcatori |  |

| Arbitro: | Curradi (Firenze) |

|                                 |           |  |
| Figliola 40’ Tortora 87’ (aut.) | Marcatori |  |

| Arbitro: | Carminati (Milano) |

|                                                                      |           |  |
| Scarabello 34’ (rig.) Marchionneschi 52’ Fasanelli 54’ Perazzolo 76’ | Marcatori |  |

| Arbitro: | Mattea (Torino) |

|          |           |              |
| Boffi 2’ | Marcatori | 63’ Figliola |

| Arbitro: | Saracini (Ancona) |

|                          |           |           |
| Marchionneschi 16’, 118’ | Marcatori | 30’ Boffi |

| Arbitro: | Mattea (Torino) |

|           |           |  |
| Torti 79’ | Marcatori |  |

## Statistiche

### Statistiche di squadra
| Competizione | Punti | In casa | In casa | In casa | In casa | In casa | In casa | In trasferta | In trasferta | In trasferta | In trasferta | In trasferta | In trasferta | Totale | Totale | Totale | Totale | Totale | Totale | DR  |
| Competizione | Punti | G       | V       | N       | P       | Gf      | Gs      | G            | V            | N            | P            | Gf           | Gs           | G      | V      | N      | P      | Gf     | Gs     | DR  |
| ------------ | ----- | ------- | ------- | ------- | ------- | ------- | ------- | ------------ | ------------ | ------------ | ------------ | ------------ | ------------ | ------ | ------ | ------ | ------ | ------ | ------ | --- |
| Serie A      | 33    | 15      | 6       | 5       | 4       | 30      | 18      | 15           | 5            | 6            | 4            | 21           | 18           | 30     | 11     | 11     | 8      | 51     | 36     | +15 |
| Coppa Italia |       | 4       | 4       | 0       | 0       | 15      | 1       | 1            | 0            | 1            | 0            | 1            | 1            | 6      | 5      | 1      | 0      | 17     | 2      | +15 |
| Totale       |       | 19      | 10      | 5       | 4       | 45      | 19      | 16           | 5            | 7            | 4            | 22           | 19           | 36     | 16     | 12     | 8      | 68     | 38     | +30 |

### Statistiche dei giocatori
| Giocatore         | Serie A  | Serie A | Coppa Italia | Coppa Italia | Totale   | Totale |
| Giocatore         | Presenze | Reti    | Presenze     | Reti         | Presenze | Reti   |
| ----------------- | -------- | ------- | ------------ | ------------ | -------- | ------ |
| P. Agosteo        | 29       | 0       | ?            | ?            | 29+      | 0+     |
| P. Arcari (III)   | 17       | 5       | ?            | ?            | 17+      | 5+     |
| M. Bacigalupo     | 15       | -17     | ?            | ?            | 15+      | -17+   |
| G. Bigogno        | 28       | 0       | ?            | ?            | 28+      | 0+     |
| E. Bonilauri      | 9        | 0       | ?            | ?            | 9+       | 0+     |
| A. Ciferri        | 2        | 0       | ?            | ?            | 2+       | 0+     |
| C. Fasanelli      | 21       | 9       | ?            | ?            | 21+      | 9+     |
| G. Ferrari        | 12       | 0       | ?            | ?            | 12+      | 0+     |
| E. Fillola        | 21       | 0       | ?            | ?            | 21+      | 0+     |
| L. Fregosi        | 15       | -19     | ?            | ?            | 15+      | -19+   |
| M. Genta          | 30       | 0       | ?            | ?            | 30+      | 0+     |
| R. Gobbi          | 6        | 2       | ?            | ?            | 6+       | 2+     |
| M. Gruden         | 1        | 0       | ?            | ?            | 1+       | 0+     |
| G. Lanino         | 3        | 0       | ?            | ?            | 3+       | 0+     |
| A. Marchionneschi | 24       | 16      | ?            | ?            | 24+      | 16+    |
| L. Pantani        | 16       | 9       | ?            | ?            | 16+      | 9+     |
| M. Perazzolo      | 28       | 6       | ?            | ?            | 28+      | 6+     |
| F. Ponzinibio     | 1        | 0       | ?            | ?            | 1+       | 0+     |
| E. Rosso          | 1        | 0       | ?            | ?            | 1+       | 0+     |
| L. Scarabello     | 21       | 4       | ?            | ?            | 21+      | 4+     |
| L. Torti          | 2        | 0       | ?            | ?            | 2+       | 0+     |
| A. Verrina        | 1        | 0       | ?            | ?            | 1+       | 0+     |
| R. Vignolini      | 27       | 0       | ?            | ?            | 27+      | 0+     |